# Спорт в Венгрии
Спорт в Венгрии — одна из важнейших составляющих частей культуры Венгрии. Венгрия считается одной из самых известных спортивных стран в мире, в основном, благодаря легендарному поколению футболистов 1950—1960-х годов. Самым популярным видом спорта в Венгрии является плавание.

## Олимпийские игры

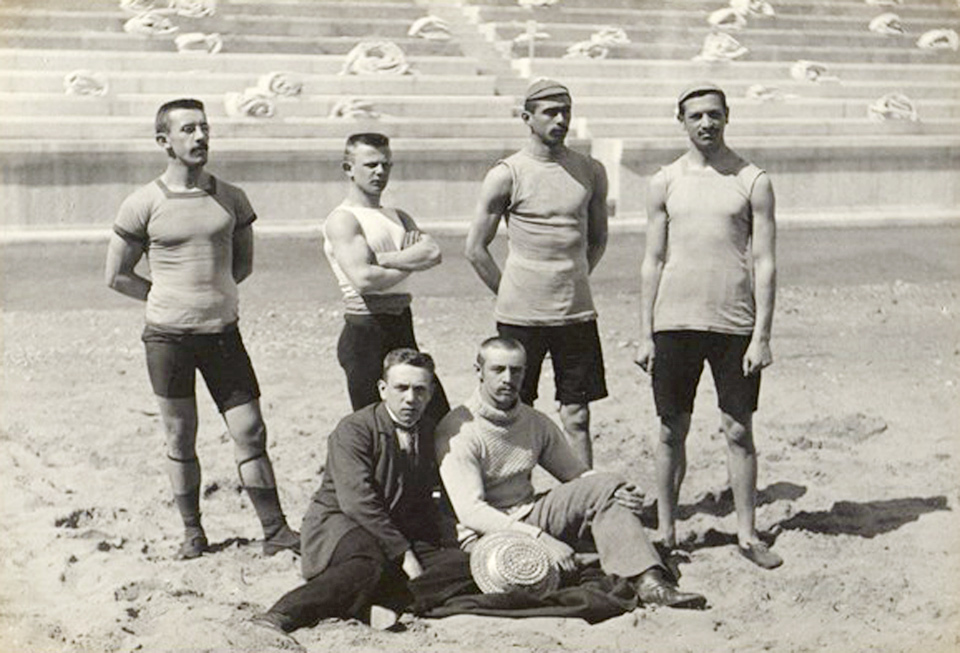
Венгерская делегация на первой в истории современной Олимпиаде

За всю свою историю спортсмены Венгрии выиграли 465 медалей, и с этим результатом в рейтинге 211 стран-членов МОК венгры занимают девятое место. По количеству выигранных золотых медалей в течение одних игр венгры занимают второе место, в общем рейтинге золотых медалей они восьмые (впереди США, СССР, Великобритания, Франция, Италия, Китай и Германия). Венгры участвуют в Олимпийских играх с 1896 года (только в 1920 из-за запрета на участие стран Тройственного союза и в 1984 году из-за бойкота странами ОВД Венгрия не выступала на Олимпиаде). С 1928 по 1996 года венгры исправно входили в число 10 лучших команд (по количеству золотых медалей), а в 1936, 1952, 1956 и 1960 занимали в неофициальном зачёте 3-е место.

## Футбол

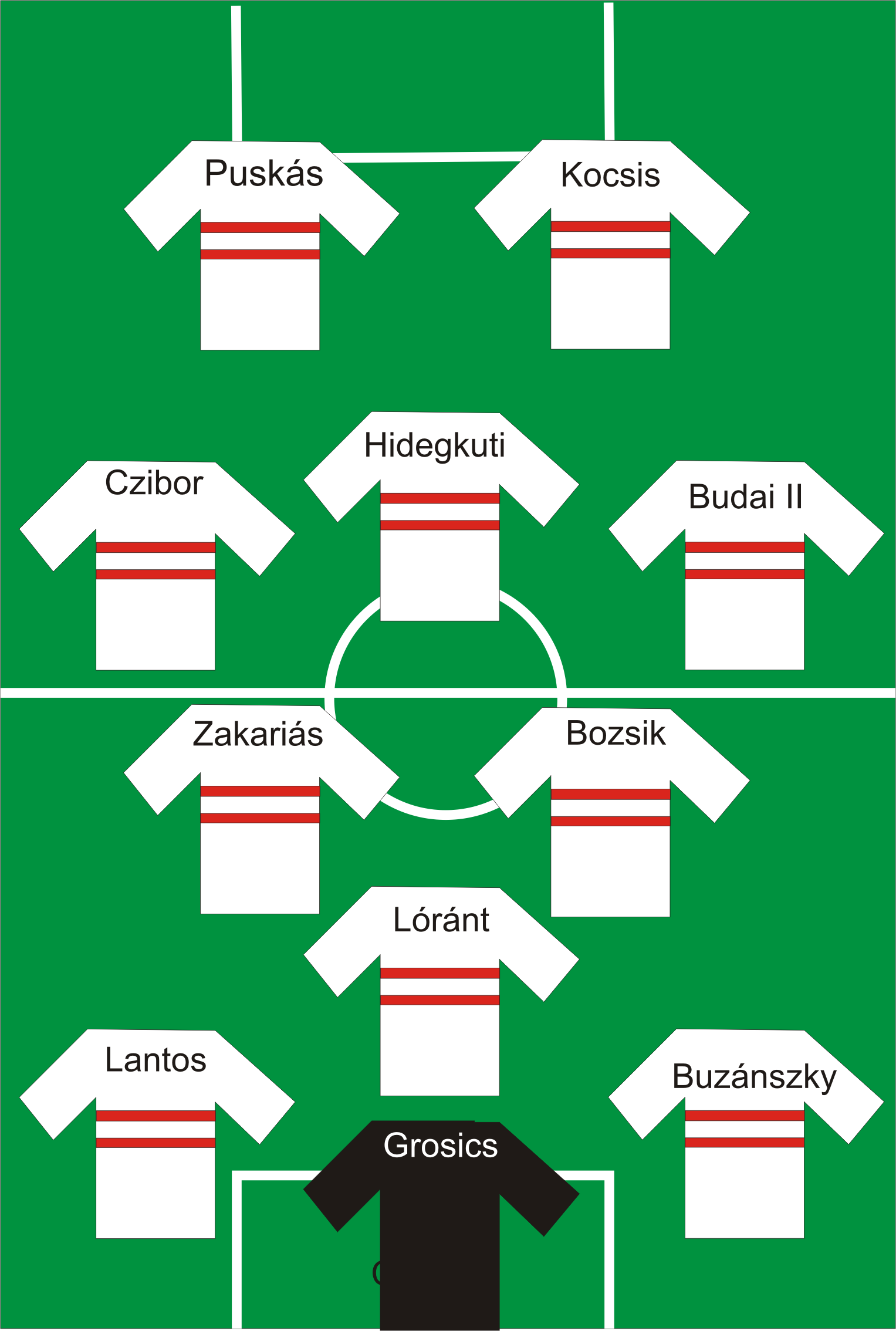
Один из составов «золотой команды»

Сборная Венгрии по футболу считается одной из самых известных (хотя и не самых титулованных) футбольных команд: в первое послевоенное десятилетие сформировалась так называемая «Золотая команда», которую практически никто не мог обыграть в матчах с 4 июня 1950 года по 4 июля 1954 года (а их было всего 32). Только 4 июля 1954 года в финале чемпионата мира венгров победила команда ФРГ. Чаще всего сборная выходила играть в таком составе: вратарь — Дьюла Грошич, правый защитник — Енё Бузански, центральный защитник — Дьюла Лорант, левый защитник — Михай Лантош, правый полузащитник — Йожеф Божик, левый полузащитник — Йожеф Закариаш, правый крайний нападающий — Ласло Будаи, правый инсайд — Шандор Кочиш, центральный нападающий — Нандор Хидегкути, левый инсайд — Ференц Пушкаш, левый крайний нападающий — Золтан Цибор. Игра позволила венграм не только стать серебряными призёрами чемпионата мира 1954, но и выиграть ещё двумя годами ранее Олимпиаду в Хельсинки. Также они стали бронзовыми призёрами Олимпиады в Риме (1960), победили на Олимпиадах 1964 и 1968, стали серебряными призёрами Олимпиады 1972 года.
Закат «золотой команды» наступил после того, как случилась Венгерская революция 1956 года: игроки побоялись возвращаться на родину, и многие из них отказались дальше выступать за Венгрию. Однако их слава не исчезла, а об игроках вспоминают и сегодня. В настоящее время сборная Венгрии не так сильна, как раньше: последний раз на крупном турнире она выступала в 1996 году как участница Олимпиады в Атланте. Из известных игроков выделяются Сабольч Хусти, Балаж Джуджак, Габор Кирай и некоторые другие футболисты.

## Водные виды спорта
В Венгрии очень хорошо развиты водные виды спорта, среди которых преобладает обычное плавание. Национальная команда по водному поло также известна тем, что впервые обыграла сборную СССР в этом виде спорта на Олимпиаде в Мельбурне (напряжённые отношения между странами привели к драке во время игры, и матч стал известен как «игра с кровью в бассейне»). Самой известной пловчихой является Кристина Эгерсеги — чемпионка Олимпийских игр в Сеуле, трижды чемпионка игр в Барселоне и чемпионка игр в Атланте. Также национальный спорт Венгрии это гребля на байдарках и каноэ.
Если говорить о венгерском водном поло, то прежде всего надо сказать, что Венгрия 9-кратный чемпион Олимпийских Игр (для сравнения Советский Союз всего дважды (в 1972 и 1980 годах) выиграл олимпийский турнир, Россия никогда), действующий чемпион мира, 13-кратный чемпион Европы, обладатель Кубка Мира (если взять только основные турниры). Что бразильцы и немцы в футболе, русские в хоккее, американцы в баскетболе, то же самое достигли венгры в водном поло.

## Другие виды спорта
В Венгрии также развиты другие виды спорта. Туда входят гольф (развитие своё он получил только после распада блока ОВД), фехтование (7 золотых медалей выигрывал Аладар Геревич, 6 золотых — Рудольф Карпати), а также бокс (Иштван Ковач — чемпион мира, Европы и Олимпийских игр) и хоккей (сборная Венгрии впервые сыграла на чемпионате мира в 2009 году). Слабее развиты лёгкая атлетика (свои награды в этом виде спорта венгры выигрывали почти всегда на первых Олимпийских играх, наиболее известным атлетом последних времён является Балаж Киш) и автоспорт (в Формуле-1 некоторое время выступал Жолт Баумгартнер)